# Conway-Nationalpark
Der Conway-Nationalpark (engl.: Conway National Park) ist ein Nationalpark im Osten des australischen Bundesstaates Queensland.

## Lage
Er liegt 911 Kilometer nordwestlich von Brisbane und 90 Kilometer nordwestlich von Mackay.

## Geländeformen
Das Küstengebirge der Conway Range steigt steil hinter den Küstensiedlungen Airlie Beach, Cannonvale und Cannon Valley auf und bedeckt die Halbinsel, die den Park bildet. Dennoch gefährdet die Entwicklung der drei Küstensiedlungen den Bestand des Nationalparks.
Die Whitsunday Islands, direkt vor der Küste der Conway-Halbinsel, waren früher der nordöstliche Teil dieses Gebirges. Dieser versank aber bei steigendem Meeresspiegel vor einigen tausend Jahren in der Korallensee, sodass nur noch die Inseln übrig blieben.

## Flora und Fauna
Der Park ist mit dichtem tropischen Küstenregenwald bewachsen. Es ist der größte Regenwald seiner Art außerhalb der tropischen Gebiete Queenslands. Daneben gibt es lichten Wald mit Myrtenheiden und Grasbäumen, sowie Mangroven.
In den Wäldern leben Buschhühner und Rotbein-Großfußhühner.

## Kultur
Das Land war früher von den Aboriginesstämmen der Ngaro und Gia besiedelt, die durch die dichten Wälder strichen.

## Einrichtungen und Zufahrt
Es gibt zahlreiche Wanderwege. Das Zelten im Park (mit Einzelgenehmigung) ist gestattet, aber es gibt keine Zeltplätze.
Der Park ist vom Bruce Highway (Ausfahrt Proserpine South) zu erreichen. Die Straße nach Airlie Beach ist 26 Kilometer lang. Von dort aus führt eine 6,5 Kilometer lange Straße nach Südosten zum Eingang auf der Nordseite des Parks.